# Aeschynanthus membranifolius
Aeschynanthus membranifolius là một loài thực vật có hoa trong họ Tai voi. Loài này được (Costantin) D.J.Middleton mô tả khoa học đầu tiên năm 2007.